# Lanrivoaré
Lanrivoaré (tiếng Breton: Lañriware) là một xã của tỉnh Finistère, thuộc vùng Bretagne, miền tây bắc Pháp.

## Dân số
Người dân ở Lanrivoaré được gọi là Lanrivoaréens.